# Protothelenella leucothelia
Protothelenella leucothelia är en lavart som först beskrevs av William Nylander och som fick sitt nu gällande namn av Helmut Mayrhofer och Josef Poelt. 
Protothelenella leucothelia ingår i släktet Protothelenella och familjen Protothelenellaceae. Arten är reproducerande i Sverige. Inga underarter finns listade i Catalogue of Life.